# Tournissan
Tournissan  est une commune française située dans le centre du département de l'Aude, en région Occitanie.
Sur le plan historique et culturel, la commune fait partie du massif des Corbières, un chaos calcaire formant la transition entre le Massif central et les Pyrénées. Exposée à un climat méditerranéen, elle est drainée par le ruisseau de Tournissan et par divers autres petits cours d'eau. La commune possède un patrimoine naturel remarquable : un site Natura 2000 (les « Corbières occidentales ») et une zone naturelle d'intérêt écologique, faunistique et floristique.
Tournissan est une commune rurale qui compte 284 habitants en 2022. Elle fait partie de l'aire d'attraction de Narbonne. Ses habitants sont appelés les Tournissanais ou Tournissanaises.

## Géographie
Commune située dans les Corbières, produisant des vins du même nom.

### Communes limitrophes
Les communes limitrophes sont  Fabrezan, Lagrasse, Ribaute, Saint-Laurent-de-la-Cabrerisse et Talairan.
| Ribaute  | Camplong-d'Aude (par un quadripoint) | Fabrezan                       |
| Lagrasse | Tournissan                           | Saint-Laurent-de-la-Cabrerisse |
|          | Talairan                             |                                |

### Hydrographie
La commune est dans la région hydrographique « Côtiers méditerranéens », au sein du bassin hydrographique Rhône-Méditerranée-Corse. Elle est drainée par le ruisseau de Tournissan, le ruisseau de la Font Rouge, le ruisseau de la Fournière, le ruisseau de la Pièce, le ruisseau de Marty, le ruisseau de Millauque, le ruisseau de Romanissa, le ruisseau des Bories, le ruisseau des Caunes, le ruisseau des Crémades et le ruisseau de Terre Rouge, qui constituent un réseau hydrographique de 16 km de longueur totale,.

### Climat
Pour des articles plus généraux, voir Climat de l'Occitanie et Climat de l'Aude.
En 2010, le climat de la commune est de type climat méditerranéen franc, selon une étude s'appuyant sur une série de données couvrant la période 1971-2000. En 2020, Météo-France publie une typologie des climats de la France métropolitaine dans laquelle la commune est exposée à un climat méditerranéen et est dans la région climatique Provence, Languedoc-Roussillon, caractérisée par une pluviométrie faible en été, un très bon ensoleillement (2 600 h/an), un été chaud (21,5 °C), un air très sec en été, sec en toutes saisons, des vents forts (fréquence de 40 à 50 % de vents > 5 m/s) et peu de brouillards.
Pour la période 1971-2000, la température annuelle moyenne est de 14,4 °C, avec une amplitude thermique annuelle de 15,8 °C. Le cumul annuel moyen de précipitations est de 657 mm, avec 7,5 jours de précipitations en janvier et 3,2 jours en juillet. Pour la période 1991-2020, la température moyenne annuelle observée sur la station météorologique la plus proche, située sur la commune de Lagrasse à 4 km à vol d'oiseau, est de 14,1 °C et le cumul annuel moyen de précipitations est de 713,1 mm,. Pour l'avenir, les paramètres climatiques de la commune estimés pour 2050 selon différents scénarios d'émission de gaz à effet de serre sont consultables sur un site dédié publié par Météo-France en novembre 2022.

### Milieux naturels et biodiversité

#### Réseau Natura 2000

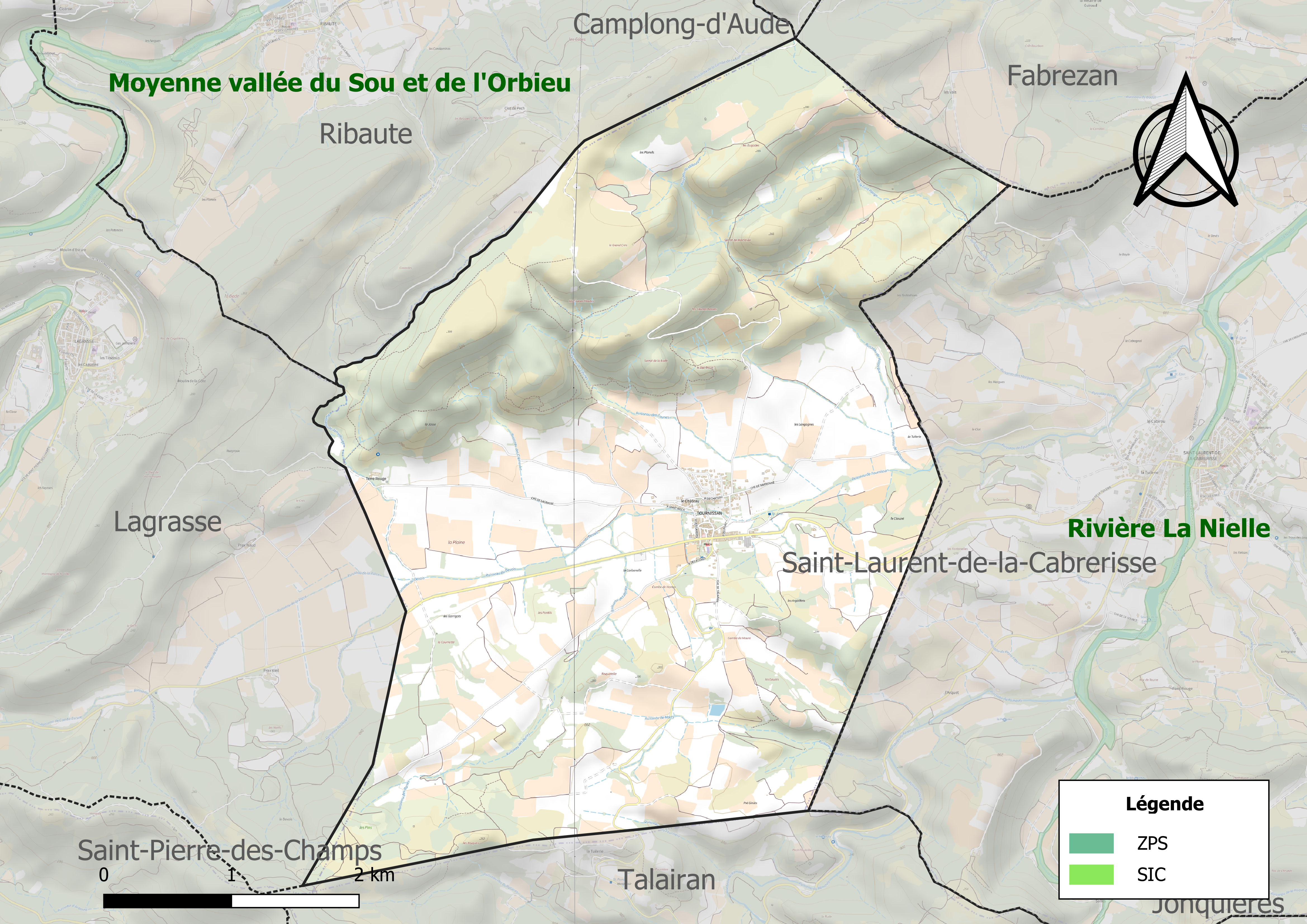
Sites Natura 2000 sur le territoire communal.

Le réseau Natura 2000 est un réseau écologique européen de sites naturels d'intérêt écologique élaboré à partir des directives habitats et oiseaux, constitué de zones spéciales de conservation (ZSC) et de zones de protection spéciale (ZPS).
Un site Natura 2000 a été défini sur la commune au titre de la directive oiseaux : les « Corbières occidentales », d'une superficie de 22 912 ha, présentant des milieux propices à la nidification des espèces rupicoles : des couples d'Aigles royaux occupent partagent l'espace avec des espèces aussi significatives que le Faucon pèlerin, le Grand-duc d'Europe ou le Circaète Jean-le-Blanc.

#### Zones naturelles d'intérêt écologique, faunistique et floristique

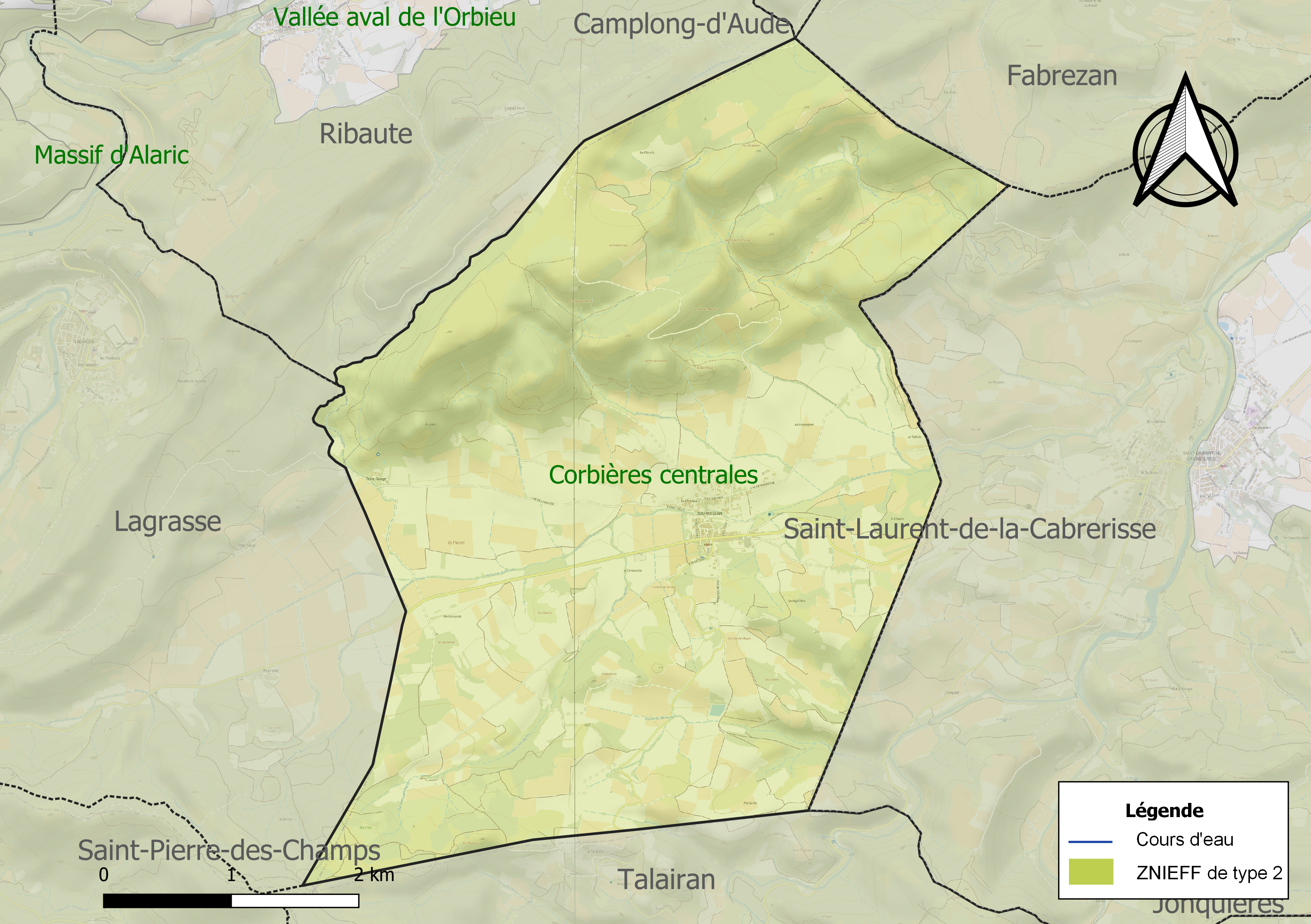
Carte de la ZNIEFF de type 2 localisée sur la commune.

L’inventaire des zones naturelles d'intérêt écologique, faunistique et floristique (ZNIEFF) a pour objectif de réaliser une couverture des zones les plus intéressantes sur le plan écologique, essentiellement dans la perspective d’améliorer la connaissance du patrimoine naturel national et de fournir aux différents décideurs un outil d’aide à la prise en compte de l’environnement dans l’aménagement du territoire.
Une ZNIEFF de type 2 est recensée sur la commune :
les « Corbières centrales » (68 810 ha), couvrant 56 communes dont 54 dans l'Aude et 2 dans les Pyrénées-Orientales.

## Urbanisme

### Typologie
Au 1er janvier 2024, Tournissan est catégorisée commune rurale à habitat dispersé, selon la nouvelle grille communale de densité à 7 niveaux définie par l'Insee en 2022.
Elle est située hors unité urbaine. Par ailleurs la commune fait partie de l'aire d'attraction de Narbonne, dont elle est une commune de la couronne,. Cette aire, qui regroupe 71 communes, est catégorisée dans les aires de 50 000 à moins de 200 000 habitants,.

### Occupation des sols
L'occupation des sols de la commune, telle qu'elle ressort de la base de données européenne d’occupation biophysique des sols Corine Land Cover (CLC), est marquée par l'importance des territoires agricoles (60 % en 2018), une proportion sensiblement équivalente à celle de 1990 (60,6 %). La répartition détaillée en 2018 est la suivante :
cultures permanentes (55,8 %), milieux à végétation arbustive et/ou herbacée (29,9 %), forêts (7,7 %), zones agricoles hétérogènes (4,2 %), espaces ouverts, sans ou avec peu de végétation (2,4 %). L'évolution de l’occupation des sols de la commune et de ses infrastructures peut être observée sur les différentes représentations cartographiques du territoire : la carte de Cassini (XVIIIe siècle), la carte d'état-major (1820-1866) et les cartes ou photos aériennes de l'IGN pour la période actuelle (1950 à aujourd'hui).

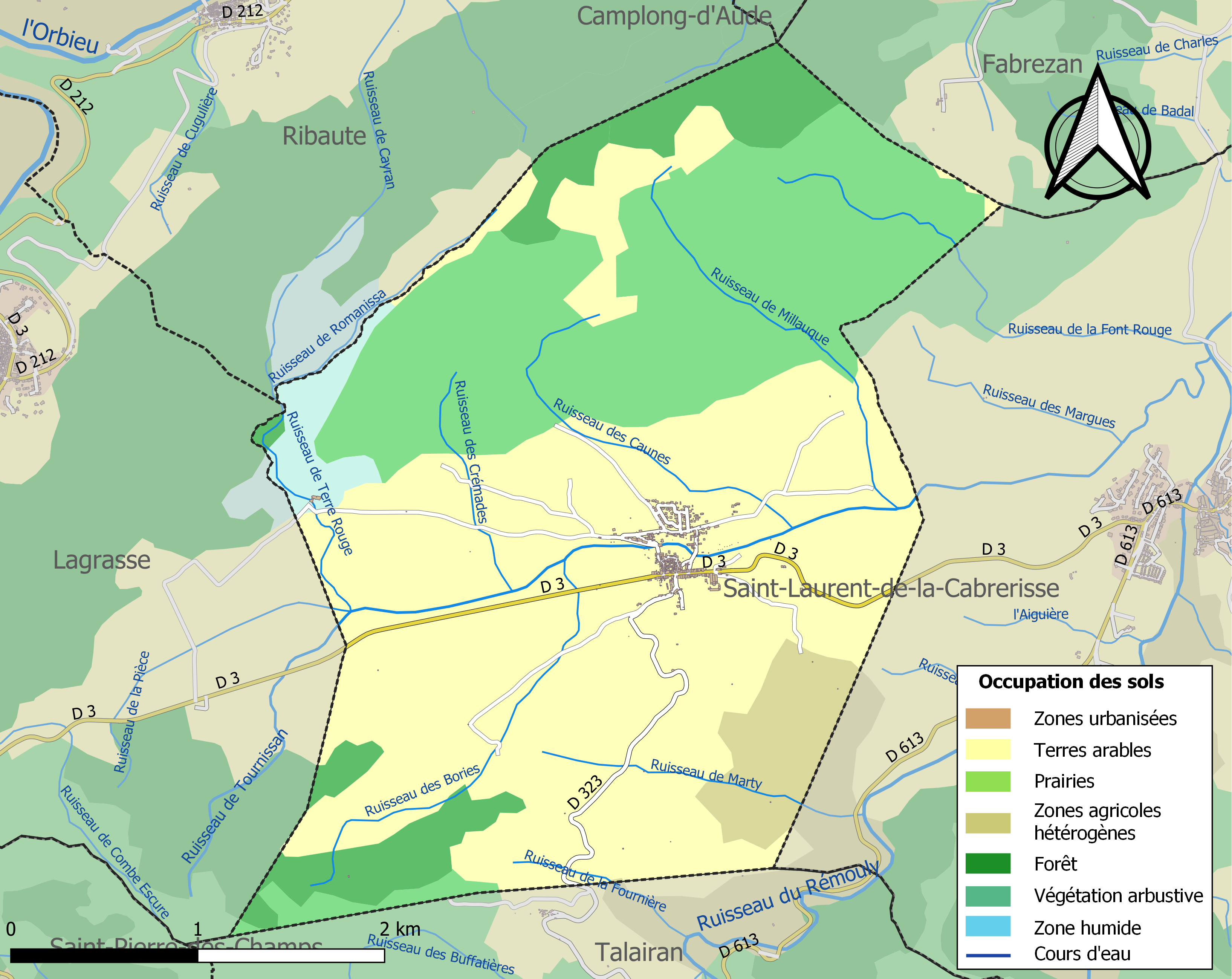
Carte des infrastructures et de l'occupation des sols de la commune en 2018 (CLC).

### Risques majeurs
Le territoire de la commune de Tournissan est vulnérable à différents aléas naturels : météorologiques (tempête, orage, neige, grand froid, canicule ou sécheresse), inondations, feux de forêts et séisme (sismicité faible). Un site publié par le BRGM permet d'évaluer simplement et rapidement les risques d'un bien localisé soit par son adresse soit par le numéro de sa parcelle.
Certaines parties du territoire communal sont susceptibles d’être affectées par le risque d’inondation par débordement de cours d'eau, notamment le ruisseau de Glandes. La commune a été reconnue en état de catastrophe naturelle au titre des dommages causés par les inondations et coulées de boue survenues en 1982, 1987, 1992, 1996, 1999, 2003, 2005, 2009, 2014 et 2018,.
Le retrait-gonflement des sols argileux est susceptible d'engendrer des dommages importants aux bâtiments en cas d’alternance de périodes de sécheresse et de pluie. 98 % de la superficie communale est en aléa moyen ou fort (75,2 % au niveau départemental et 48,5 % au niveau national). Sur les 212 bâtiments dénombrés sur la commune en 2019, 212 sont en aléa moyen ou fort, soit 100 %, à comparer aux 94 % au niveau départemental et 54 % au niveau national. Une cartographie de l'exposition du territoire national au retrait gonflement des sols argileux est disponible sur le site du BRGM,.

## Histoire

### Toponymie
Première forme connue du nom de lieu : Tornissarnum (1119). L'étymon *Turnicius est à écarter. La forme originelle est généralement décomposée en torn--issarnum. Le premier membre signifierait "Tour" par une confusion entre Torn- issu du grec τόρνος "tour de potier", latin tornus, et les dérivés de turris. La terminaison -num suggère la présence au deuxième membre d'un patronyme de type -issar(n). L'Aude regorge de noms patronymiques en -an ; ainsi Lagrasse issu de Crassanus. Mais ici, les noms gallo-romains possibles font défaut. Par contre, dans toute cette région, la surabondance des noms wisigothiques a été solidement établie (*). Dès lors, un bon candidat serait Isarnus. En ce cas, Tornissarnum = "tour d'Isarnus". D'où les Tornexarnum, Tornissar ultérieurs, précédant Tournissan (chute de "r"). (*) R.Aymard de la S.F.O., Prieurés de l'Aude, Uzos (64110), 2002.

## Politique et administration
| Période       | Période        | Identité         | Étiquette | Qualité |
| ------------- | -------------- | ---------------- | --------- | ------- |
|               |                | Louis Balmigere  |           |         |
|               |                | Eugène Salvayre  |           |         |
|               | 1982           | Albert Gimenez   |           |         |
| 1982          | mars 1989      | Daniel Martin    |           |         |
| mars 1989     | mars 2001      | Gilbert Vergnes  | PCF       |         |
| mars 2001     | septembre 2008 | Michel Bailly    |           |         |
| novembre 2008 | janvier 2013   | Michel Gérard    |           |         |
| février 2013  | en cours       | Marilyse Rivière |           |         |

## Démographie
L'évolution du nombre d'habitants est connue à travers les recensements de la population effectués dans la commune depuis 1793. Pour les communes de moins de 10 000 habitants, une enquête de recensement portant sur toute la population est réalisée tous les cinq ans, les populations de référence des années intermédiaires étant quant à elles estimées par interpolation ou extrapolation. Pour la commune, le premier recensement exhaustif entrant dans le cadre du nouveau dispositif a été réalisé en 2007.

En 2022, la commune comptait 284 habitants, en évolution de +2,9 % par rapport à 2016 (Aude : +2,65 %, France hors Mayotte : +2,11 %).
| 1793 | 1800 | 1806 | 1821 | 1831 | 1836 | 1841 | 1846 | 1851 |
| ---- | ---- | ---- | ---- | ---- | ---- | ---- | ---- | ---- |
| 184  | 183  | 201  | 326  | 253  | 258  | 270  | 270  | 261  |

| 1856 | 1861 | 1866 | 1872 | 1876 | 1881 | 1886 | 1891 | 1896 |
| ---- | ---- | ---- | ---- | ---- | ---- | ---- | ---- | ---- |
| 271  | 253  | 304  | 327  | 392  | 469  | 414  | 365  | 356  |

| 1901 | 1906 | 1911 | 1921 | 1926 | 1931 | 1936 | 1946 | 1954 |
| ---- | ---- | ---- | ---- | ---- | ---- | ---- | ---- | ---- |
| 383  | 394  | 332  | 400  | 404  | 421  | 423  | 328  | 327  |

| 1962 | 1968 | 1975 | 1982 | 1990 | 1999 | 2006 | 2007 | 2012 |
| ---- | ---- | ---- | ---- | ---- | ---- | ---- | ---- | ---- |
| 329  | 319  | 259  | 219  | 209  | 215  | 252  | 257  | 277  |

| 2017 | 2022 | - | - | - | - | - | - | - |
| ---- | ---- | - | - | - | - | - | - | - |
| 272  | 284  | - | - | - | - | - | - | - |

## Économie

### Revenus
En 2018 (données Insee publiées en septembre 2021), la commune compte 136 ménages fiscaux, regroupant 276 personnes. La médiane du revenu disponible par unité de consommation est de 17 660 € (19 240 € dans le département).

### Emploi
| Division       | 2008   | 2013   | 2018   |
| -------------- | ------ | ------ | ------ |
| Commune        | 12,9 % | 12,1 % | 15,9 % |
| Département    | 10,2 % | 12,8 % | 12,6 % |
| France entière | 8,3 %  | 10 %   | 10 %   |

En 2018, la population âgée de 15 à 64 ans s'élève à 152 personnes, parmi lesquelles on compte 72,8 % d'actifs (57 % ayant un emploi et 15,9 % de chômeurs) et 27,2 % d'inactifs,. Depuis 2008, le taux de chômage communal (au sens du recensement) des 15-64 ans est supérieur à celui de la France et du département.
La commune fait partie de la couronne de l'aire d'attraction de Narbonne, du fait qu'au moins 15 % des actifs travaillent dans le pôle,. Elle compte 40 emplois en 2018, contre 39 en 2013 et 50 en 2008. Le nombre d'actifs ayant un emploi résidant dans la commune est de 88, soit un indicateur de concentration d'emploi de 45,6 % et un taux d'activité parmi les 15 ans ou plus de 47,6 %.
Sur ces 88 actifs de 15 ans ou plus ayant un emploi, 29 travaillent dans la commune, soit 33 % des habitants. Pour se rendre au travail, 79,3 % des habitants utilisent un véhicule personnel ou de fonction à quatre roues, 1,1 % les transports en commun, 11,5 % s'y rendent en deux-roues, à vélo ou à pied et 8 % n'ont pas besoin de transport (travail au domicile).

### Activités hors agriculture
19 établissements sont implantés à Tournissan au 31 décembre 2019.
Le secteur de la construction est prépondérant sur la commune puisqu'il représente 36,8 % du nombre total d'établissements de la commune (7 sur les 19 entreprises implantées à Tournissan), contre 14 % au niveau départemental.

### Agriculture
La commune est dans la « Région viticole » de l'Aude, une petite région agricole occupant une grande partie centrale du département, également dénommée localement « Corbeilles Minervois et Carcasses-Limouxin ». En 2020, l'orientation technico-économique de l'agriculture  sur la commune est la viticulture.
|               | 1988 | 2000 | 2010 | 2020 |
| ------------- | ---- | ---- | ---- | ---- |
| Exploitations | 46   | 26   | 17   | 12   |
| SAU (ha)      | 479  | 407  | 365  | 224  |

Le nombre d'exploitations agricoles en activité et ayant leur siège dans la commune est passé de 46 lors du recensement agricole de 1988  à 26 en 2000 puis à 17 en 2010 et enfin à 12 en 2020, soit une baisse de 74 % en 32 ans. Le même mouvement est observé à l'échelle du département qui a perdu pendant cette période 60 % de ses exploitations,. La surface agricole utilisée sur la commune a également diminué, passant de 479 ha en 1988 à 224 ha en 2020. Parallèlement la surface agricole utilisée moyenne par exploitation a augmenté, passant de 10 à 19 ha.

## Culture locale et patrimoine

### Lieux et monuments
- Église Saint-Adrien de Tournissan.
- Chapelle Saint-Roch de Tournissan.
- À la sortie du village en direction de Lagrasse la route est bordée de platanes sur environ 3 km.
- Sur la route de Tournissan à Saint-Laurent-de-la-Cabrerisse se dresse un petit menhir de 1,50 mètre de haut, le menhir Pèira Dreta de Tournissan, appelé dans le pays Pierre de Charlemagne[33].
- Fontaine romaine.
- Sentier pédestre créé par Francis Lastenouse.

### Personnalités liées à la commune
- Anna et Jean Puget, instituteurs de Tournissan, dont les élèves ont écrit : Les Écoliers de Tournissan 1939-1945.

### Héraldique
| Blason de Tournissan | Blason  | Palé d’azur et d’argent de quatre pièces.        |
| Blason de Tournissan | Détails | Le statut officiel du blason reste à déterminer. |

## Galerie

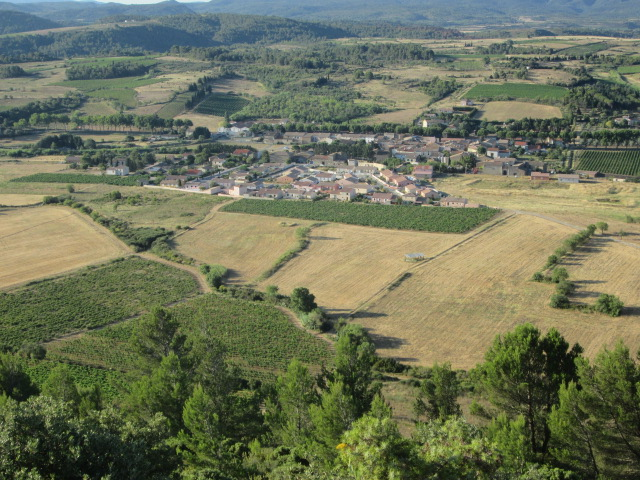
Tournissan, table d'orientation.
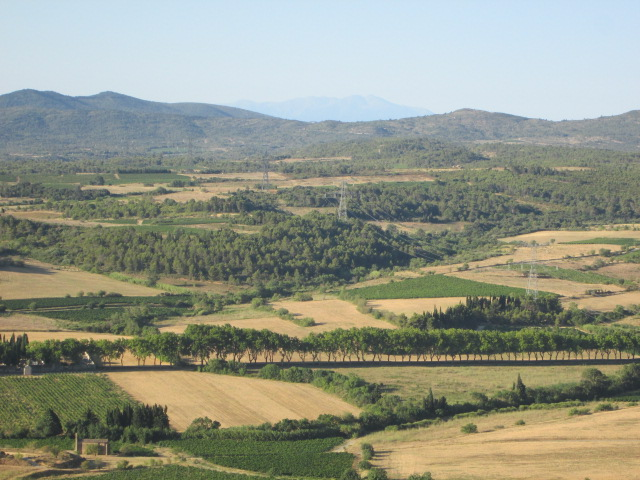
Plaine de Tournissan.
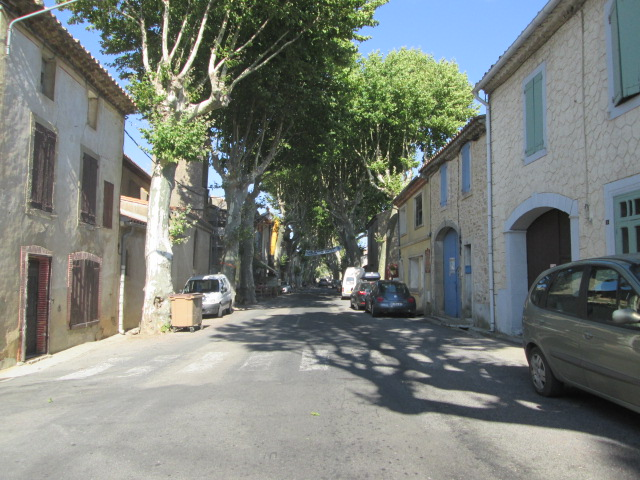
Avenue de la Promenade.
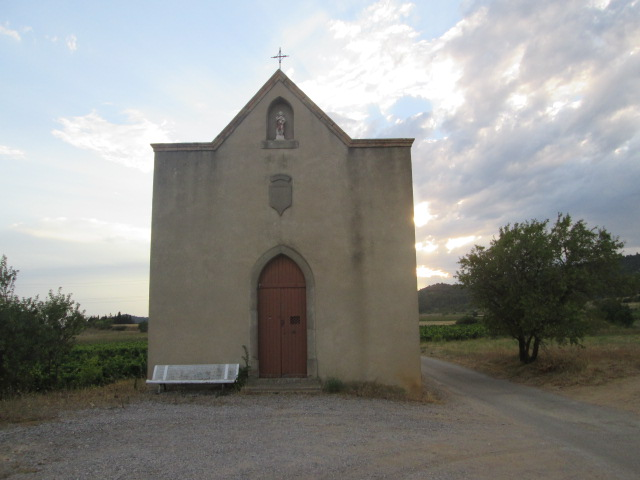
Chapelle Saint-Roch.
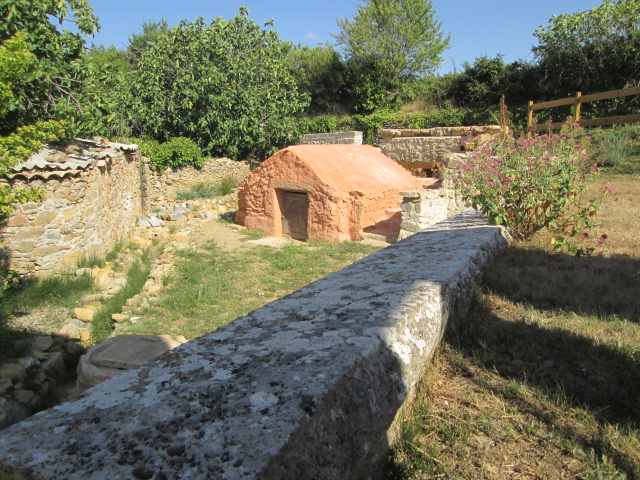
Fontaine romaine
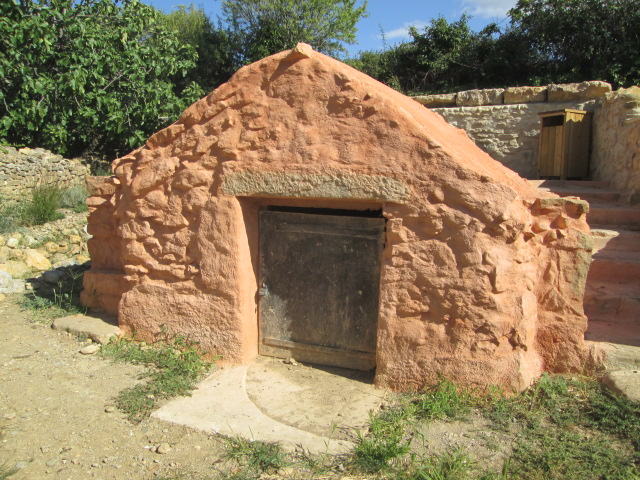
Fontaine romaine